# 3897 Louhi
3897 Louhi è un asteroide della fascia principale. Scoperto nel 1942, presenta un'orbita caratterizzata da un semiasse maggiore pari a 2,6920154 UA e da un'eccentricità di 0,1585887, inclinata di 7,07919° rispetto all'eclittica.